# Давидко Тадей Євстахійович
Тадей Євстахійович Давидко (1 січня 1939, с. Тарнава Дольна, нині Підкарпатське воєводство, Польща — 2 серпня 2012, Тернопіль, Україна) — український актор, режисер Тернопільського українського музично-драматичного театру імені Т. Г. Шевченка, заслужений артист України. Чоловік народної артистки України Люсі Давидко.

## Життєпис
Народився 1 січня 1939 року в селі Тарнава Дольна.
У 1946 році разом з батьками переселений на Західну Україну. Родина Давидків оселилася у Водяному.
Після школи закінчив Львівський культпросвітній технікум. У 1961 році закінчив театральну студію при Львівському драматичному театрі імені Марії Заньковецької (класу О. Ріпка та Б. Тягна) та заочно філологічний факультет Львівського університету.

## Театральна діяльність
У 1962—2012 роках працював актором Тернопільського музично-драматичного театру імені Т. Г. Шевченка. Тадей Євстахович був талановитим і вимогливим актором. Йому вдавалися як комедійні, так і драматичні ролі. Співав у багатьох музичних виставах. Він вмів розгледіти й оцінити талант на інтуїтивному рівні.
Зіграв понад 400 ролей, серед яких:
- Гриць («У неділю рано зілля копала» за Ольгою Кобилянською)
- Марко («Мати-наймичка» за Тарасом Шевченком)
- Михайло («Не судилось» Михайла Старицького)
- Крижень («Ключі до щастя» Олекси Корнієнка)
- Андрій («Тарас Бульба» за Миколою Гоголем)
- Мустафа («Роман Міжгір'я» за Іваном Ле)
- Кравцов («Голубі олені» Олексія Коломійця)
- Дем'ян («Майська ніч» А. Осадчика)
- Орест («Брате мій» Ярослава Верещака)
- Петро («Наталка Полтавка» Івана Котляревського)
- Андрій Дорош («Мертвий Бог» Миколи Зарудного)
- Дейл Гардинг («А за тим пропав і слід» Дейла Вассермана)
- Велутто («Моя професія — сеньйор з вищого світу» Д. Скарначчі, Р. Тарабузі)
- Кузнєцов («Сильні духом» Д. Медведєва, А. Гребньова)
- Полоній («Гамлет» Вільяма Шекспіра), Карпо («Суєта» Івана Карпенка-Карого)
- Мусташенко («Закон» Володимира Винниченка)
- Одоакр («Ромул Великий» Ф. Дуренматта)
- Карпо («Житейське море» Івана Карпенка-Карого)
- Комісар («Гуцулка Ксеня» Ярослава Барнича) та багато інших.

У 1972—1983 роках працював режисером Великоглибочецького народного самодіяльного театру Тернопільського району.
Вистави, поставлені Тадеєм Давидком:
- «Одна береза знає» Анатолія Ларченкова (1972)
- «Тіні минулого дня» Сави Голованівського (1973)
- «Голосіївський ліс» Вадима Собка (1974)
- «Одіссея в сім днів», «Фараони» Олексія Коломійця (1975)
- «Рим-17. До запитання» Миколи Зарудного (1976)
- «Трибунал» Андрія Макайонка (1980) та інші[2].

Протягом останніх років життя хвороба зіграла свою основну роль. Перенесений інсульт вивільнив Тадея Євстаховича від сцени, а 2 серпня 2012 року перестало битися його серце. Похований у родинному склепі на Микулинецькому цвинтарі Тернополя.